# Batalla del Rincón
La batalla del Rincón, del Rincón de las Gallinas o del Rincón de Haedo (actualmente en el territorio del Departamento de Río Negro, Uruguay, 24 de septiembre de 1825) fue el primer encuentro militar entre las tropas revolucionarias comandadas por Fructuoso Rivera y las tropas de origen portugués fieles al Imperio del Brasil del comandante João Propício Mena Barreto, siendo vencedor Rivera y los revolucionarios.

## Antecedentes

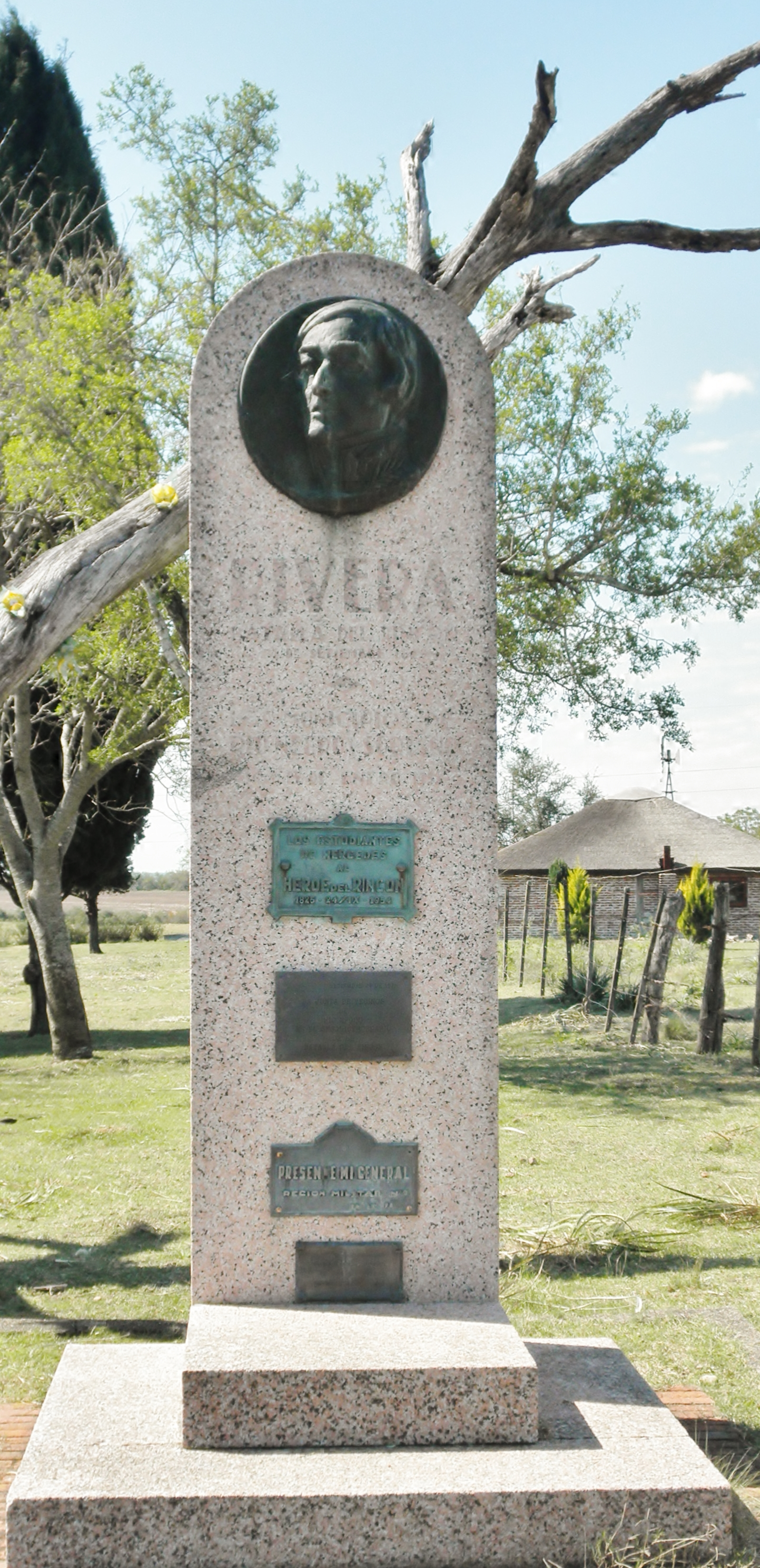
Monolito recordatorio de la Batalla del Rincón.

La Banda Oriental había sido anexada al Reino Unido de Portugal, Brasil y Algarve el 31 de julio de 1821, con la denominación de Provincia Cisplatina, después de la derrota de Artigas en la Invasión Luso-Brasileña. Nunca llegó a ocurrir una integración eficaz del territorio al país, dadas las diferencias lingüísticas y culturales.
Desde los primeros meses de 1823, encontrándose Juan Antonio Lavalleja en Entre Ríos, el patriota Gregorio Sanabria, quien más tarde sería uno de los capitanes de los Treinta y Tres Orientales, fue comisionado por Lavalleja para transmitir un mensaje de libertad a la margen oriental del Uruguay. Sanabria, que se encontraba entonces en Buenos Aires, pasó a San José y Colonia, en la Provincia Oriental, en donde nombró comandantes, celebrando en Mercedes un encuentro con los patriotas Pedro Pablo Gadea y Gregorio Salado, desde donde redactó un informe para Lavalleja de sus gestiones, escrito fechado el 14-3-1823 y obrante en el archivo de Entre Ríos, existiendo copia en la carpeta 12 de antecedentes y archivos del museo histórico nacional del Uruguay. 
El 16 de marzo de 1823, Gregorio Salado informó por escrito a Lavalleja, haciendo constar que el patriota Pedro Pablo Gadea, encargado por Sanabria de llevar la carta personalmente a Lavalleja, había sido interceptado por el comandante militar portugués de Soriano, quien le había impedido cruzar el Uruguay, por lo que Gadea decidió enviar al Libertador un "conductor auxiliado", con el informe de Sanabria y el del mismo Salado, en el que constaban sus actuaciones de vigilancia de la guarnición portuguesa situada en el Rincón de Haedo, así como sobre las caballadas existentes en dicha zona y en lugares inmediatos. En la referida misiva, también obrante en el archivo de Entre Ríos, Salado prometía a Lavalleja continuar informándole, puntual y circunstanciadamente, sobre las circunstancias concurrentes en el Rincón de Haedo.
Juan Antonio Lavalleja inició su campaña revolucionaria de liberación el 19 de abril de 1825, desembarcando en la Playa de la Agraciada, en la margen izquierda del río Uruguay, junto a un puñado de hombres que posteriormente serían nombrados con el legendario nombre de los Treinta y Tres Orientales. Lavalleja y sus hombres, luego de ir consiguiendo adeptos a su causa, se unieron con las fuerzas leales al general Fructuoso Rivera, en lo que sería llamado como el "Abrazo del Monzón". Las tropas brasileñas, unos 5000 hombres, se vieron desbordadas y se replegaron hacia Montevideo.
El 25 de agosto de ese año, los revolucionarios con el poder de la campaña declararon, en la Asamblea de Florida, su independencia del Imperio del Brasil y su ímpetu de volver a integrarse a las Provincias Unidas del Río de la Plata. Inmediatamente se reabrieron las hostilidades y los ejércitos revolucionarios chocaron varias veces con los ejércitos del Imperio del Brasil.
Una de las pocas fuerzas militares brasileñas que continuaron sus operaciones en el interior de la Banda Oriental era la comandada por Mena Barreto, quien operaba sobre la costa del río Uruguay, y tenía bajo su custodia una gran cantidad de caballos. Los caballos estaban encerrados en un cuadrilátero casi enteramente rodeado por ríos, al norte de la desembocadura del río Negro en el Uruguay, en el sitio llamado "Rincón de Haedo" o "Rincón de las Gallinas". La entrada al Rincón, hacia el este, estaba cruzada por un zanjón cavado de río a río, con una sola abertura, cerrada también por unas tranqueras, los "Portones de Haedo".
Tras pedir autorización a Lavalleja, Rivera decidió dar un golpe de mano y apoderarse de los caballos; inicialmente la idea no era chocar con las fuerzas de Mena Barreto.

## Transcurso de la batalla
Al frente de solamente 250 hombres, y haciendo la máxima utilización del terreno y de las horas de oscuridad, las fuerzas de Rivera cruzaron el río Negro en la madrugada del 23 de septiembre. Entre los oficiales a sus órdenes se contaban los futuros generales Servando Gómez y Julián Laguna, y los futuros coroneles Augusto Possolo, José María Raña y Cesáreo Montenegro. Ocultos durante el resto del día, al amanecer del día siguiente reaparecieron en el interior del Rincón y sorprendieron a la guardia brasileña que custodiaba los portones. De inmediato juntaron las caballadas – unos 8.000 caballos – e iniciaron la retirada a través del portón.
En ese momento llegó la noticia de que se dirigían hacia allí las fuerzas de los coroneles Mena Barreto y Jardim; este último había avanzado rápidamente desde Paysandú y momentáneamente se puso al frente del total de 700 soldados brasileños.
Temiendo que, en caso de tener un choque parcial, debería posteriormente enfrentar a las fuerzas del general José de Abreu, que operaba cerca de Mercedes, Rivera decidió atacar al ejército que tenía a su frente, de modo que lanzó una primera guerrilla en posición frontal y el resto de sus tropas cruzando un bañado, dando un ataque de flanco en momentos en que las agotadas tropas de Jardim estaban cambiando de caballos. Parte de la infantería brasileña alcanzó a dar una descarga de fusilería, e inmediatamente los orientales estuvieron sobre ellos.
Obligados a replegarse, los brasileños perdieron al coronel Mena Barreto, de modo que Jardim logró salvar menos de la mitad de sus tropas gracias a una huida acelerada, siendo perseguidos por tres leguas.

## Consecuencias
Las fuerzas brasileñas tuvieron alrededor de 140 muertos y 300 prisioneros, además de 189 carabinas, 167 sables y 164 pistolas, 7500 cartuchos y gran cantidad de vestuario.
Repuestos del esfuerzo, y llevando más prisioneros que su propia tropa, los hombres de Rivera partieron del lugar arreando los 8000 caballos, que llevaron hasta el cuartel de su jefe, en Durazno.